# I Can't Lose (Jonas Brothers)
I Can't Lose è un singolo del gruppo musicale statunitense Jonas Brothers, pubblicato il 16 luglio 2025 come terzo estratto dal settimo album in studio Greetings from Your Hometown.

## Video musicale
Il video, diretto da Anthony Mandler, è stato pubblicato in concomitanza con l'uscita del singolo.

## Tracce
1. I Can't Lose – 3:03